# Sabine Mignot
Pour les articles homonymes, voir Mignot.
Sabine Mignot, née le 1er mai 1941 à Lyon et morte le 10 mars 2001 à Paris, est une productrice et directrice des programmes de télévision.

## Biographie
Après avoir réalisé les décors de L'Île aux enfants (saison 7), de La Minute des Petites Sorcières (1982) ou du Village dans les nuages (1982) et produit notamment le Show Isabelle Adjani pour TF1 diffusé en octobre 1984, elle devient responsable de l'unité divertissements de FR3, chaîne alors dirigée par Janine Langlois-Glandier.
Avec Guy Lux, elle décide aussi de retransmettre pour la première fois le concours Miss France sur FR3 le 31 décembre 1986. Elle supervise aussi les émissions Embarquement immédiat de Maritie et Gilbert Carpentier en 1987 et La Classe. En 1988, c'est le lancement de Questions pour un champion.
Elle confie des émissions à Caroline Tresca, repère le jeune Vincent Perrot et le met à l'antenne avec Zapper n’est pas jouer, La fièvre de l’après-midi et 40 ° à l’ombre tout comme elle propose à Karen Cheryl de présenter Hugo Délire en 1992. Autre émission emblématique qu'elle met à l'antenne : Fa Si La Chanter en 1994.
Elle devient ensuite directrice artistique auprès des Gérard Louvin chez Glem et pour TF1.
Chargé de s'occuper de L'Or à l'appel en 1996 puis du Bigdil, elle joue un rôle important dans le succès à la télévision de Vincent Lagaf'. Ce dernier lui rend hommage après son décès en préambule d'un numéro du Bigdil.